# Rijkstuinbouwschool (Lisse)
De Rijkstuinbouwschool (RTS) in de Nederlandse gemeente Lisse werd in 1911 opgericht door ir. Kornelius Volkersz.
Hoewel E.H. Krelage namens de Algemeene Vereeniging voor Bloembollencultuur had voorgesteld de tuinbouwschool in Haarlem te openen, werd dat advies door minister Jacob Dirk Veegens in de wind geslagen, tot grote vreugde van Nicolaas Dames en de andere kwekers. Lisse lag midden in de bollenstreek en kreeg de school. In 1921 werd vervolgens in Lisse de veiling NV Hollands Bloembollenhuis opgericht.
Het onderwijs op deze rijkstuinbouwschool richtte zich vooral op het kweken van bollen. De school had een laboratorium waar prof.dr. Egbertus van Slogteren (1888-1968) onder meer onderzoek deed naar de aaltjesziekte, die narcissen aantastte. Hij werd in 1920 directeur van het Laboratorium voor Bloembollenonderzoek van de Landbouw-Hogeschool te Wageningen en in 1925 werd hij daar buitengewoon hoogleraar, maar zijn standplaats bleef Lisse. Zijn kleine laboratorium groeide uit tot het internationaal bekende Laboratorium voor Bloembollenonderzoek, dat sinds 2001 (na enkele fusies) het Praktijkonderzoek Plant & Omgeving (PPO) heet. Het huidige laboratorium is aan de Prof. van Slogterenweg.
De naam van de school is na de oorlog veranderd in Rijks Middelbare Tuinbouwschool (RMTS). Toen de school vijftig jaar bestond, werd een jubileumschrift uitgegeven, geschreven door Ch.W. Brederode.
- Virtual International Authority File: 147199008